# Vanda Juknaitė
Vanda Juknaitė (née le 28 novembre 1949) est une autrice, essayiste et dramaturge lituanienne.
Elle a reçu le Prix national de la culture et de l'art en 2008.

## Œuvre
Son œuvre n'est pas traduite en français.
- Ugniaspalvė lapė, novella et nouvelles (1983)
- Šermenys, roman (1990)
- Stiklo šalis (1995), adapté au cinéma sous le titre Le Pays de verre
- Šermenys, pièce (2000)
- Išsiduosi, essai et interviews (2002)
- Saulėlydžio senis: Romualdo Granausko, avec Nijole Bukeliene (2004)
- Tariamas iš tamsos, interviews avec des enfants (2007)
- My Voice Betrays Me, en anglais (2007)
- Ponios Alisos gimtadienis, deux pièces (2010)